# Pasywa kwalifikowane
Pasywa kwalifikowane – pasywa włączone do rachunku w celu ustalenia ilorazu rezerwy kapitałowej banków Wielkiej Brytanii do ich aktywów.